# Bewaffneter Zwischenfall bei den Plitvicer Seen
Der Bewaffnete Zwischenfall bei den Plitvicer Seen ereignete sich am 31. März 1991 zwischen Spezialeinheiten der kroatischen Polizei und serbischen Aufständischen im Nationalpark Plitvicer Seen in Kroatien. Dabei wurden zwei Menschen getötet, jeweils eine Person auf beiden Seiten. Die Konfrontation wird auch als „Blutige Ostern an den Plitvicer Seen“ (kroatisch „Krvavi Uskrs na Plitvicama“ oder „Plitvički krvavi Uskrs“) bezeichnet, da sie sich am Ostersonntag ereignete.
Die Eskalation trug in bedeutendem Ausmaß zur Steigerung der ethnischen Spannungen zwischen Krajina-Serben und Kroaten bei, welche letztlich zum Ausbruch des Kroatienkrieges führten.

## Hintergründe
Im Mai 1990 gewann die Kroatische Demokratische Union (HDZ) unter der Führung von Franjo Tuđman die ersten freien und demokratischen Wahlen in der jugoslawischen Teilrepublik Kroatien. Die Bewegung setzte sich energisch für die Unabhängigkeit Kroatiens ein. Ein Großteil der serbisch-stämmigen Bevölkerung Kroatiens widersetzte sich jedoch gegenüber diesen Bestrebungen und betrachtete diese als serbenfeindlich. Die serbisch-stämmige Bevölkerung strebte nach einem geeinten Jugoslawien. Dieses begann jedoch aufgrund der wirtschaftlichen Probleme langsam zu zerfallen.

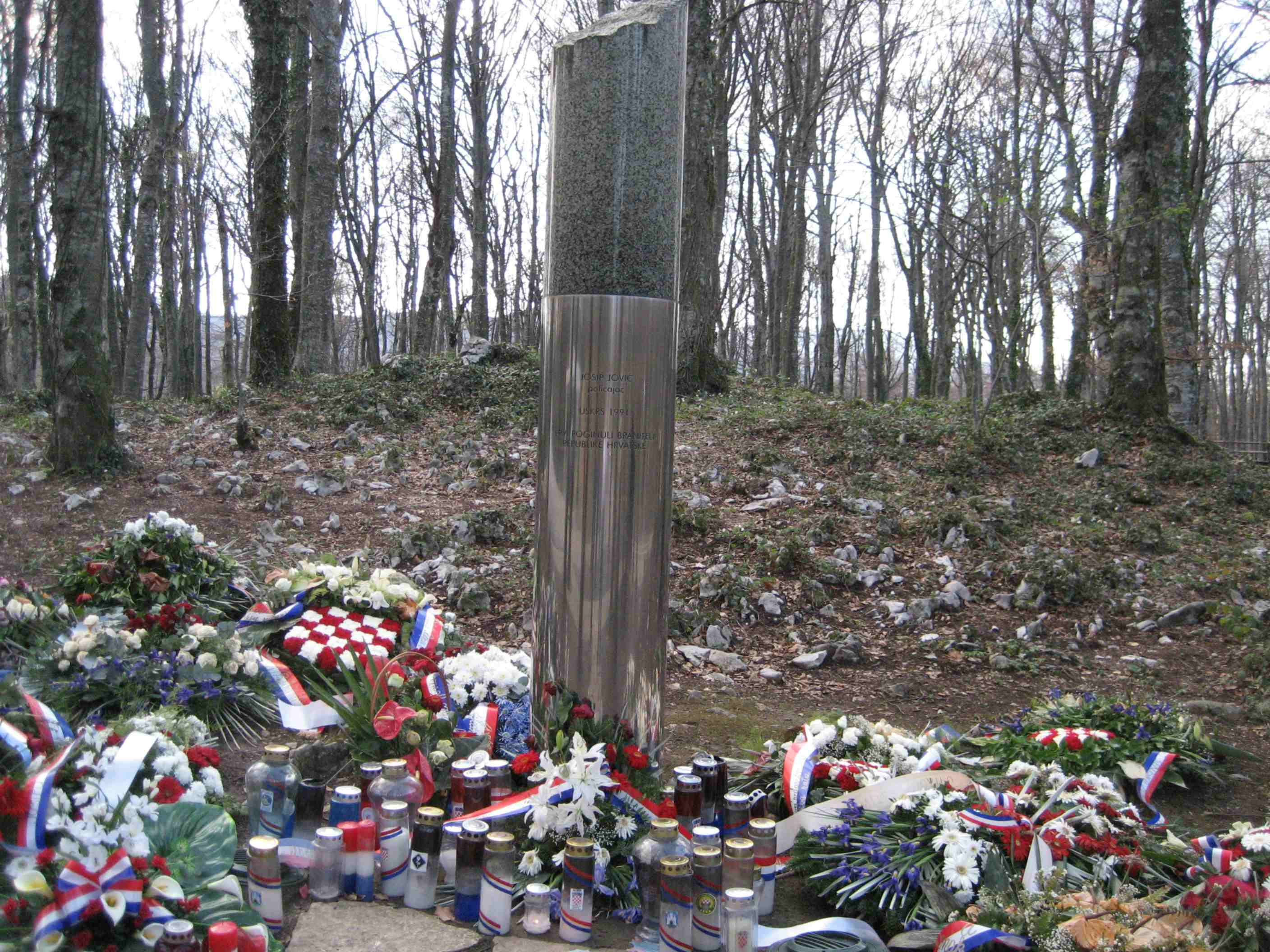
Gedenkstätte an der Stelle, an der der kroatische Polizist Josip Jović getötet wurde.

Nach Tuđmans Wahlerfolg lösten serbische Nationalisten im Gebiet der so genannten „Krajina“ (an Bosnien und Herzegowina angrenzend), welches das Hauptsiedlungsgebiet der kroatischen Serben ausmacht, eine Revolte aus, die sich gegen die Unabhängigkeitstendenzen Kroatiens richtete. Kroatische Regierungsbeamte wurden mit Gewalt aus dem Gebiet vertrieben. Der Zugang zu einem Großteil des Gebietes der Krajina wurde ihnen verweigert. Der Staatsbesitz in der gesamten Region kam in die Gewalt der lokalen serbischen Verbände, oder des neu-errichteten „serbisch-nationalen Rates“ unter der Führung von Milan Babić (welcher später die Regierung der abtrünnigen „Republik Serbische Krajina“ darstellen sollte). Die Vorgänge geschahen nicht über Nacht, sondern über einen ziemlich langen Zeitraum hinweg, der länger als ein Jahr dauerte.
Die Plitvicer Seen sind ein landschaftlich äußerst sehenswertes Gebiet und wurden bereits im ehemaligen Jugoslawien unter den Schutz eines Nationalparks gestellt. Die Plitvicer Seen befinden sich ca. 150 km südlich der kroatischen Hauptstadt Zagreb. Seit den Türkenkriegen siedelten sich im Gebiet rund um die Plitvicer Seen zahlreiche Serben an. Die ethnische Bevölkerungsstruktur im Gebiet ist seitdem sehr heterogen. Der Nationalpark befand sich 1991 an der Grenze zu serbisch-kontrollierten Gebieten im Süden der Seen. Über den Nationalpark wachten damals hauptsächlich Kroaten, die der Regierung in Zagreb gegenüber loyal waren.

## Der Plitvice-Konflikt
Am 29. März 1991 wurde die Leitung des Nationalparks von bewaffneten Krajina-Serben vertrieben, angeblich wurden diese von paramilitärischen Freiwilligen aus Serbien unter dem Kommando von Vojislav Šešelj unterstützt. Das Gebiet selbst ist relativ dünn besiedelt und es gab damals kein besonderes Bedrohungspotential für die lokalen Serben. Stattdessen wird als möglicher Antriebsgrund für die Übernahme des Nationalparks die Kontrolle der wichtigen Nord-Süd-Verkehrsader genannt, welche mitten durch den Park führt. Diese Route verbindet die serbischen Gemeinschaften in der Region Lika im Süden mit denen aus der Banovina im Norden. Der Kontrollverlust über den Nationalpark bedeutete einen schweren Rückschlag für den kroatischen Nationalstolz und die strategische Position der kroatischen Regierung innerhalb der Lika. Tuđmans Regierung entschloss sich daher dazu, den Nationalpark mit Gewalt zurückzuerobern.
Am 31. März 1991 betrat die kroatische Polizei mitsamt der Spezialeinheit ATJ Lučko unter Befehl des Innenministeriums den Nationalpark, um die serbischen Kräfte zu vertreiben. Dabei geriet ein Bus mit kroatischen Polizeikräften auf der Hauptverkehrsstraße nördlich von Korenica in einen Hinterhalt serbischer Paramilitärs. Der Schusswechsel zwischen den beiden Streitparteien dauerte den ganzen Tag. Bei den Kämpfen starben zwei Menschen, ein kroatischer und ein serbischer Polizist. Zwanzig weitere Personen wurden verletzt. 29 serbische Freischärler und Polizisten wurden von kroatischen Polizeikräften verhaftet. Unter den Verhafteten war auch Goran Hadžić, der spätere Präsident der „Serbischen Republik Krajina“.

## Echo und Reaktionen
Die gewaltsamen Auseinandersetzungen lösten bei der kollektiven Präsidentschaft Jugoslawiens eine Alarmhaltung aus. Am Abend des 31. März fand eine Sitzung über die Situation an den Plitvicer Seen statt. Auf Drängen des serbischen Vertreters der Präsidentschaft Borisav Jović, jedoch entgegen den Interessen von Slowenien und Kroatien, wurde die Jugoslawische Volksarmee (JNA) dazu abkommandiert, eine Pufferzone zwischen den beiden Seiten zu errichten und den Konflikt zu entschärfen. Die Einheiten der JNA, welche von einem kroatischen Oberst befehligt wurden, schritten am folgenden Tage ein. Ebenso traf das serbische Parlament zu einer Eilsitzung zusammen. Die Auseinandersetzungen wurden als praktischer casus belli tituliert. Ebenso wurde den Krajina-Serben „jegliche notwendige Unterstützung“ im Konflikt mit Zagreb zugesprochen.
Am 2. April befahl die Jugoslawische Volksarmee den kroatischen Sonderpolizeikräften den Nationalpark zu verlassen, was diese auch taten. General Andrija Rešeta, der über die allgemeine Kommandogewalt verfügte, erklärte gegenüber den Medien, dass seine Männer „keine Seite“ bevorzugen würden und dass sie ausschließlich hier seien, um „ethnische Konfrontationen“ so lange es geht zu vermeiden. Die kroatische Führung reagierte jedoch sehr bestürzt über das Vorgehen der JNA. Tuđmans Hauptberater Mario Nobilo ließ verlautbaren, dass „uns die JNA ziemlich wortwörtlich mitgeteilt hat, sie würde unsere Polizeikräfte liquidieren, sollten wir nicht von den Plitvicer Seen abziehen“. Tuđman selbst äußerte im kroatischen Radio, dass, „sollte die Armee ihre Aktivitäten weiter fortsetzen, diese als feindliche Okkupationsarmee betrachtet werden würde“.
Obwohl die Intervention der JNA die Kämpfe erfolgreich beendete, führte dies zu einer Verhärtung der Frontlinien im Gebiet. Es verhinderte außerdem weitere kroatische Operationen gegen die rebellierenden Serben. Einige Monate danach kam der Nationalpark durch den offenen Kriegsausbruch in die feste Gewalt der Krajina-Serben. Diesmal geschah dies jedoch mit der vollen und offenen Unterstützung der Jugoslawischen Volksarmee. Erst nach der Militäroperation Oluja im August 1995 wurden die Plitvicer Seen wieder der Gewalt des kroatischen Staates unterstellt.

## Folgen
Das Ereignis bei den Plitvicer Seen hatte bedeutende Folgen für beide Streitparteien, Krajina-Serben wie Kroaten. Die Toten zählten zu den ersten im serbisch-kroatischen Konflikt, was zu einer Radikalisierung auf beiden Seiten führte. Nationalistische Hardliner und Extremisten betonten anhand des Beispiels der Auseinandersetzungen die Notwendigkeit radikaler Maßnahmen, während hingegen gemäßigte Politiker, die sich für Verhandlungen und gewaltfreie Lösungen einsetzten, immer mehr ins Hintertreffen gerieten.
Die Toten auf beiden Seiten wurden von den jeweiligen Volksangehörigen als Märtyrer behandelt. Josip Jović, der kroatische Polizist, der bei den Auseinandersetzungen bei den Plitvicer Seen getötet wurde, wurde von den kroatischen Medien oft als das „erste Opfer des Krieges“ dargestellt. Das serbische Pendant Rajko Vukadinović wurde in ähnlicher Weise von den kroatischen Serben und den serbischen Medien als Held behandelt, der starb, „um das serbische Land vor den kroatischen Ustascha zu verteidigen“.
In Ostslawonien führten diese Rebellionen zu einer Reihe von Ereignissen, welche einen Monat später im Scharmützel von Borovo Selo kulminierten.